# Psectrocladius anomalus
Psectrocladius anomalus är en tvåvingeart som beskrevs av Jean-Jacques Kieffer 1911. Psectrocladius anomalus ingår i släktet Psectrocladius och familjen fjädermyggor. Inga underarter finns listade i Catalogue of Life.